# اورشتیه
شهر اورشتیه (به رومانیایی: Orăştie) در شهرستان هوندرا در کشور رومانی واقع شده‌است. جمعیت این شهر ۲۴٬۳۵۴ نفر  است.

## نگارخانه

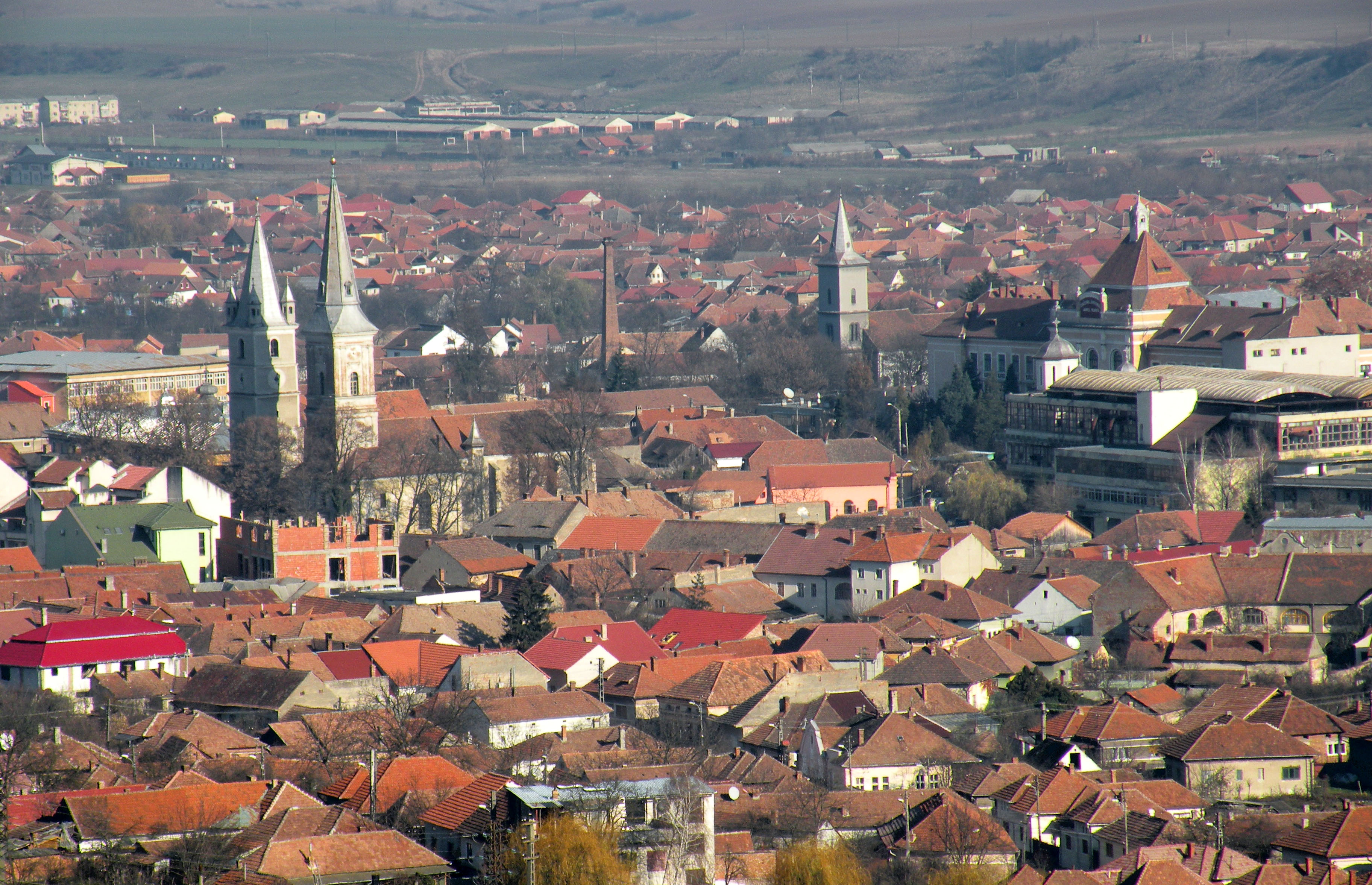
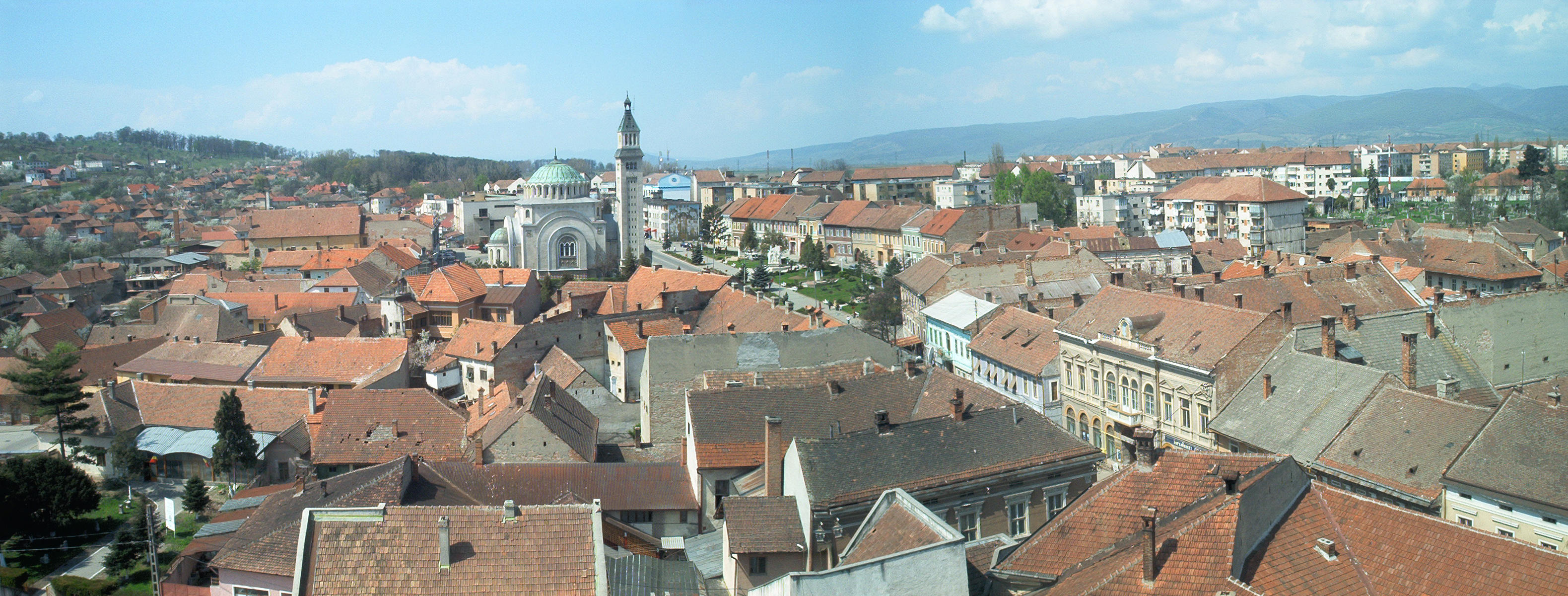